# Кинг, Джон (футболист, 1938)
Джо́н А́ллен Кинг (англ. John Allen King; 15 апреля 1938, Марилебон, Большой Лондон — 30 марта 2016) — английский футболист и футбольный тренер, играл на позиции атакующего полузащитника.

## Биография

### Клубная карьера
Кинг был воспитанником академии «Эвертона», за который дебютировал в 1957 году. В составе «ирисок» он отыграл три сезона, сыграв в Первом дивизионе 48 матчей, в которых забил 1 гол. «Эвертон» был его единственным клубом, за который он играл в Первом дивизионе.
В 1960 году Кинг стал игроком клуба «Борнмут», за который по ходу сезона 1960/61 сыграл 21 матч в Третьем дивизионе. По ходу этого же сезона перешёл в «Транмир Роверс», с которым была связана дальнейшая его карьера. В составе этой команды Кинг провёл почти восемь сезонов, сыграв в низших дивизионах 242 матча и забил 4 мяча.
В июне 1968 года перешёл в «Порт Вейл», в котором сыграл за три сезона 101 матч в Третьем и Четвёртом дивизионе. Его последним клубом в карьере стал «Уиган Атлетик», в котором он сыграл 12 матчей и в 1972 году завершил карьеру игрока.

### Тренерская карьера
В 1975 году Кинг в качестве главного тренера возглавил «Транмир Роверс», выступавший в то время в Четвёртом дивизионе. По итогам сезона 1975/76 «Роверс» получили повышение и пробились в Третий дивизион, где выступали три сезона и по итогам сезона 1978/79 вылетели в Четвёртый дивизион. Следующие полтора сезона Кинг работал главным тренером «Роверс» и в сентябре 1980 года был отправлен в отставку.
В 1981 году возглавил в качестве главного тренера «Нортуич Виктория», с которой работал в течение трёх сезонов. Затем он работал главным тренером валлийского клуба «Карнарвон Таун», который успешно вывел в третий раунд Кубка Англии сезона 1986/87, в котором эта команда уступила в переигровке «Барнсли» со счётом 1:0.
В 1987 году во второй раз возглавил «Транмир Роверс», главным тренером которого работал в течение девяти сезонов и добился значительных успехов в истории клуба, но не смог вывести команду в Английскую премьер-лигу. В Кубке Футбольной лиги сезона 1993/1994 «Транмир Роверс» дошли до 1/2 финала, в котором при равной сумме мячей в двух матчз (4:4) проиграли в серии пенальти «Астон Вилле».
В апреле 1996 года Кинг был назначен спортивным директором «Транмир Роверс».

### Признание и последние годы жизни
В 2002 году трибуна «Borough Road» домашнего стадиона «Прентон Парк» была переименована в «Johnny King Stand». В 2014 году бронзовая статуя Джона Кинга была открыта за пределами домашнего стадиона.
Скончался 30 марта 2016 года после продолжительной болезни в возрасте 77 лет.